# Blood Knot (próxima película)
Blood Knot es una próxima película estadounidense de drama, dirigida por Roberto Sneider, escrita por Rowdy Herrington y Zach Dean, y protagonizada por Michael Douglas junto a su hijo Cameron Douglas además de David Morse, Michael Stahl-David, Walker Scobell, Ximena Romo, Sierra Schwartz y Tamara Tunie. Está basada en la novela de 2015 Looking Through Water de Bob Rich.

## Premisa
Como una forma de enmendar la relación con su distanciado hijo, un hombre acude a una competencia de pesca padre-hijo en Puerto Rico.

## Reparto
- Michael Douglas como William[1]
- Cameron Douglas como Cole[1]
- David Morse[2]
- Michael Stahl-David[2]
- Walker Scobell[2]
- Ximena Romo como Julia[2]
- Tamara Tunie como Miss Reno[2]
- Sierra Schwartz como Stacy[2]
- Geraldine Zinat como Lorna[2]
- Barry Livingston como Devon Mills

## Producción
En noviembre de 2022, se anunció que Michael Douglas y Cameron Douglas protagonizarán la película, con Howard Deutch como director.
En mayo de 2023, se anunció que Roberto Sneider sustituyó a Deutch debido a conflictos de agenda y que David Morse, Michael Stahl-David, Walker Scobell, Ximena Romo y Tamara Tunie se han añadido al reparto.
El rodaje tuvo lugar en Pittsfield (Massachusetts) en junio de 2023.
En julio de 2023, se informó de que el rodaje en Massachusetts había finalizado y que el resto de la película se rodaría en Belice y Ciudad de México.